# Konstantyn III (cesarz bizantyński)
Konstantyn III (gr. Κωνσταντίνος Γ', ur. 3 maja 612, zm. 20 kwietnia lub 24 maja 641) – cesarz bizantyjski panujący przez cztery miesiące 641 roku. Niekiedy określany także jako Konstantyn I (w rachubie od upadku cesarstwa zachodniorzymskiego).

## Wąptliwości związane z tytułem władcy
W przeciwieństwie do współczesnych historyków, bizantyńczycy nie używali liczb do numeracji swoich władców. Istnieje szczególne zamieszanie wokół imienia „Konstantyn III”, ponieważ tak samo tytułowano władcę cesarstwa zachodniorzymskiego (którzy panował w latach 407–411). Imię to było również, przynajmniej raz, używane jako alternatywne imię dla Konstansa II Brodatego, syna niniejszego władcy. Oxford Dictionary of Byzantium używa tytułu "Herakliusz Konstantyn" zamiast Konstantyn III” (tej drugiej nazwy używa wyłącznie w kontekście wkałdcy cesarstwa zachodniorzymskiego,. podczas gdy Prosopography of the Later Roman Empire używa cyfry wyłącznie w odniesieniu do cesarza bizantyjskiego. Jeszcze rzadziej nazywany jest Herakliuszem II.

## Życiorys

### dzieciństwo
Najstarszy syn cesarza Herakliusza i jego pierwszej żony Eudokii. Matka Konstantyna zmarła wkrótce po urodzeniu dziecka.
22 stycznia 613 r. Konstantyn został koronowany przez swojego ojca na współcesarza, a wkrótce potem zaaranżowane zostały zaręczyny Konstantyna i jego kuzynki - Gregorii, która była córką Niketasa, kuzyna Herakliusza. Ponieważ para była kuzynami drugiego stopnia, małżeństwo było formalnie kazirodcze, jednak korzyści wynikające z tego tytułu dla rodziny cesarza musiały przeważać nad tą niechlubną okolicznością. Co więcej, sprawa ta została zmarginalizowana w związku z małżeństwem Herakliusza z jego siostrzenicą Martyną w tym samym roku - cesarz naruszył w ten sposób prawa państwowe i kościelne. W porównaniu do związku Herakliusza z jego siostrzenicą, małżeństwo Konstantyna było znacznie mniej haniebne.. Wzbudziło to silną niechęć poddanych, oburzonych kazirodczym związkiem, tym bardziej, że nowa cesarzowa jawnie dążyła do ustanowienia następcą tronu własnego syna Herakleonasa. 

### rządy z Heraklonasem
Ostatecznie, zgodnie z wolą ojca, Konstantyn zmuszony był podzielić się władzą z bratem przyrodnim. 1 stycznia 632 roku Konstantyn został honorowym konsulem, a podczas tej samej ceremonii jego brat Heraklonas został mianowany cezarem. 6 lat później (4 lipca 638) w Kaplicy Św. Szczepana odbyła się ceremonia, podczas której Herakleonasowi przyznano tytuł Augusta.

### objęcie pełni władzy i śmierć
Po śmierci Herakliusza 11 lutego 641 r. Konstantyn objął pełnię władzy, rządził jednak tylko przez cztery miesiące. Panował razem ze swoim młodszym przyrodnim bratem Herakleonasem, synem Martyny. Zwolennicy Konstantyna obawiali się działań prowadzonnych przeciwko niemu ze strony Martyny i Herakleonasa, a skarbnik Filagriusz poradził władcy, aby ten napisał list do wojska, informując ich, że umiera i prosi ich o pomoc w obronie praw jego dzieci do sukcesji. W ramach tej prośby wysłał znaczną sumę pieniędzy, ponad dwa miliony złotych monet; pieniądze te trafiły do Walentyna, adiutana Filagriusza, który miał rozdać złoto żołnierzom. Konstantyn zmarł na gruźlicę 25 maja 641, po zaledwie trzech miesiącach od objęcia władzy, pozostawiając Herakleonasa jako jedynego cesarza. Plotka, zgodnie z którą władca został otruty przez byłą cesarzową - Martynę, doprowadziło do ustanowienia Konstansa II jako współcesarza, a następnie do zdetronizowania, okaleczenia i wygnania Martyny i jej synów.
W trakcie jego krótkiego panowania od cesarstwa odpadł zajęty (w r. 640–645) przez Arabów Egipt.

## Kwestia daty śmierci
Według Necrologium, władca zmarł 20 kwietnia, co oznaczałoby iż jego panowanie trwało 99 dni (licząc od 11 stycznia) w przeciwieństwie do „103 dni” (tj. od 11 lutego) sugerowanych przez Nicefora I. Za punkt odniesienia tradycyjnie uznawana jest data 11 lutego (jako data objęcia rządów).

## Rodzina
Żonaty był z Gregorią, córką Niketasa, i miał z nią dwóch synów:
- Konstansa II, przyszłego cesarza;
- Teodozjusza.[16]

Przypuszczalnie miał także córkę - Manyanh, która rzekomo poślubiła Jezdegerda III, ostatniego szachinszacha Persji z dynastii Sasanidów.